# Benno Woit
Benno Woit (* 25. September 1940) ist ein ehemaliger deutscher Fußballspieler, der 1969/70 in der DDR-Oberliga, der höchsten Spielklasse im DDR-Fußball, für die BSG Stahl Eisenhüttenstadt aktiv war.

## Sportliche Laufbahn
Bei der Armeesportgemeinschaft ASG Vorwärts Neubrandenburg bestritt Benno Woit 1961/62 seine ersten Spiele im höherklassigen Fußball, als er in der zweitklassigen DDR-Liga dreimal zum Einsatz kam. Danach war er für vier Spielzeiten Stürmer bei der Polizeisportgemeinschaft SG Dynamo Eisleben ebenfalls in der DDR-Liga als Stürmer aktiv. 1963/64 und 1964/65 gehörte er zu den Aktivposten der Sportgemeinschaft, denn in den insgesamt 60 ausgetragenen Punktspielen wurde er 57-mal aufgeboten und kam dabei zu 14 Torerfolgen. Nach weiteren 15 Ligaspielen und fünf Toren wechselte Woit 1966 zum DDR-Ligisten Post Neubrandenburg, wo er zum Ende der Rückrunde als Stürmer noch drei weitere DDR-Liga-Spiele bestritt. Danach etablierte er sich auch bei der BSG Post zum Stammspieler, mit 28 bzw. 23 Ligaeinsätzen und fünf Toren.
Zur Saison 1968/69 schloss sich Woit dem Ligakonkurrenten Stahl Eisenhüttenstadt an, wo er im Mittelfeld erneut zum Stammspieler wurde. Mit seinen 28 Einsätzen in 30 DDR-Liga-Begegnungen und acht Toren trug er maßgeblich zum Aufstieg in die DDR-Oberliga bei. In der Oberligasaison 1969/70 wurde Woit abwechselnd im Mittelfeld und im Angriff aufgeboten. Von den 26 Punktspielen bestritt er 23 Partien, kam aber nur zu zwei Torerfolgen. Stahl Eisenhüttenstadt beendete die Saison als Absteiger, musste aber in der folgenden Spielzeit statt in der DDR-Liga in der drittklassigen Bezirksliga Frankfurt (Oder) antreten, da der BSG schwere Verstöße gegen die Verbandsstatuten angelastet wurden. Trotz dieses Rückschlages blieb Woit in Eisenhüttenstadt und verhalf seiner Mannschaft zur Bezirksmeisterschaft und zum Aufstieg in die DDR-Liga. Dort absolvierte er 31-jährig 1971/72 seine letzte Saison im Leistungsfußball. In der DDR-Liga wurden nun 22 Saisonspiele ausgetragen, von denen Woit noch 15 Partien bestritt. Stahl Eisenhüttenstadt qualifizierte sich für die Oberliga-Aufstiegsrunde, in der Woit von den acht Spielen fünf Begegnungen bestritt und ein Tor schoss. Als Dritter unter fünf Bewerbern scheiterte die BSG Stahl jedoch. Damit war Woits Laufbahn im DDR-weiten Spielbetrieb beendet, und er konnte auf 23 Oberligaspiele mit zwei Toren und 184 DDR-Liga-Spiele mit 38 Toren zurückblicken.